# Level (compagnie aérienne)
Pour les articles homonymes, voir Level.
It's Your World
LEVEL (Code AITA : LV ; code OACI : LVL) est une marque de  compagnie aérienne à bas prix fondée en 2017 et ayant son siège à El Prat de Llobregat, près de Barcelone. 
LEVEL est la 5e marque du groupe hispano-britannique IAG. 
Les vols pour la marque sont opérés par Iberia pour les vols au départ de Barcelone, Openskies au départ de Paris Orly, et Level Europe pour les vols intra-Europe au départ de Vienne et Amsterdam. 
LEVEL a pour but à long terme de devenir une filiale d'IAG avec ses propres certificat de transport aérien. 
LEVEL est une compagnie à bas prix long-courrier. 
La marque a commencé ses opérations en juin 2017 avec des liaisons transatlantiques depuis Barcelone opérées par Iberia. Le 2 juillet 2018, elle lance des vols transatlantiques depuis Paris-Orly opérés par Openskies. En 2018, elle ouvre ses vols européens depuis Vienne et en 2019, depuis Amsterdam, tous opérés par LEVEL Europe jusqu'au 18 juin 2020.

## Histoire
LEVEL a été créée par International Airlines Group (IAG) en réponse à une compétition de plus en plus importante de compagnies à bas prix sur du long-courrier, et notamment par Norwegian. 
En dépit d'une annonce concernant le début de ses activités en 2018, le directeur général d'IAG, Willie Walsh a annoncé le 17 mars 2017, le début des opérations pour juin 2017 au départ de l'aéroport de Barcelone, avec quatre destinations: Buenos Aires (Argentine), Los Angeles (USA), Oakland (USA) et Punta Cana (République Dominicaine).

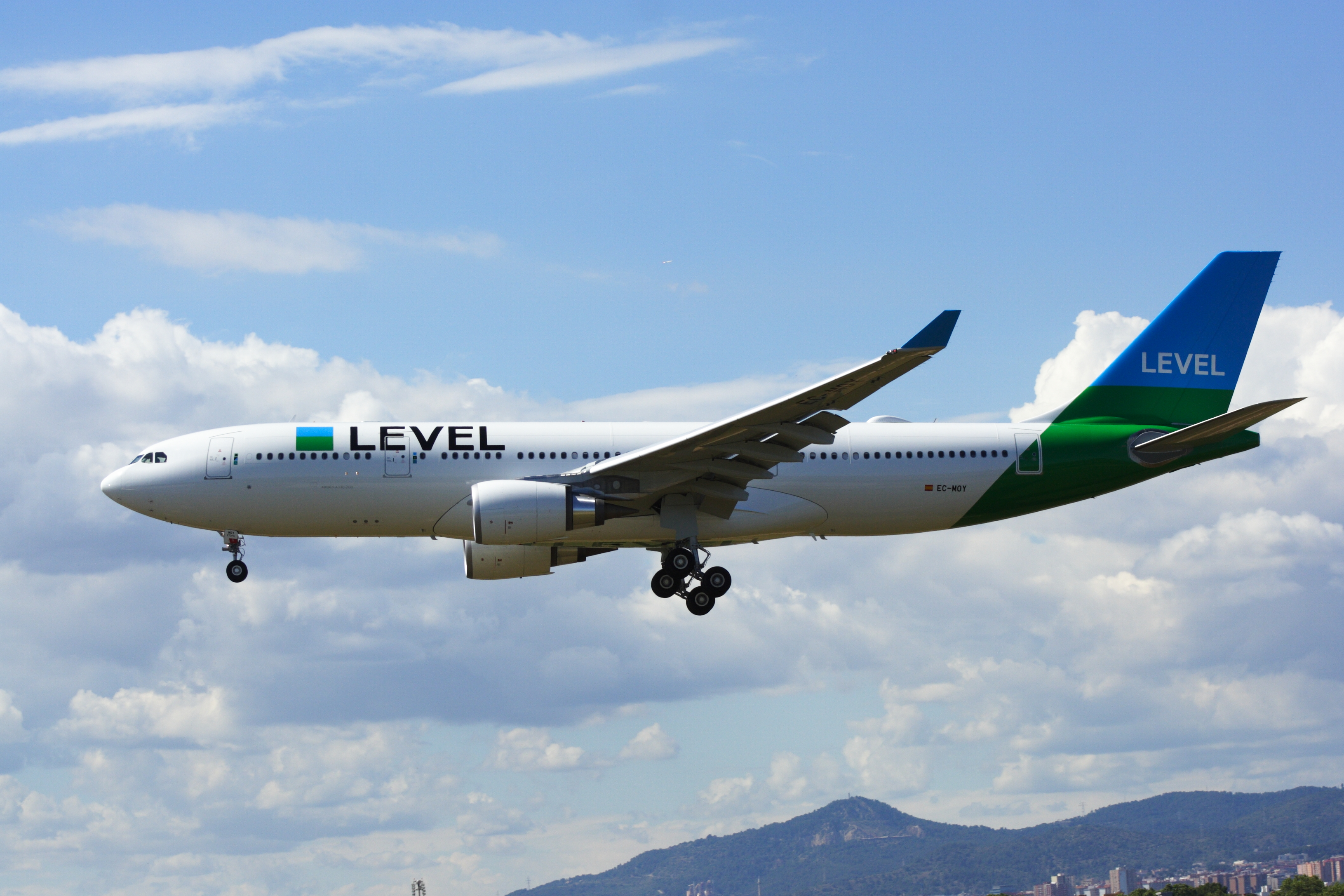
A330 LEVEL immatriculé EC-MOY

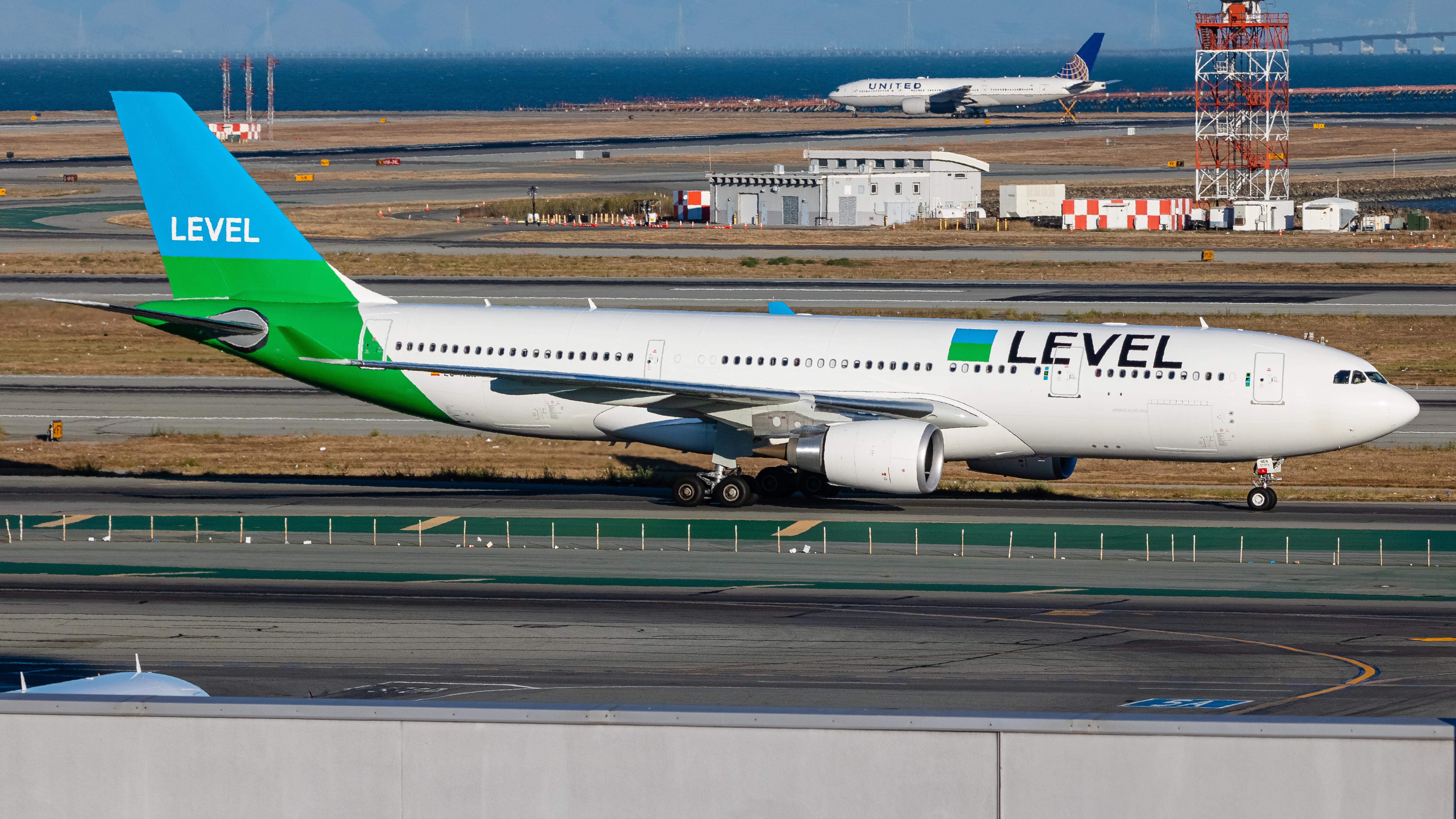
A330 LEVEL immatriculé EC-NEN à San Francisco International Airport en 2019

Un contrat d'un an avec la compagnie espagnole Iberia permet à LEVEL de voir ses vols opérés par la première qui lui apporte également ses ressources humaines. La même méthode est prévue d'être appliquée en France avec la compagnie OpenSkies pour les vols opérés depuis Paris-Orly.
La compagnie a annoncé avoir vendu 52 000 billets pendant ses deux premiers jours d'existence et plus de 147 000 billets en environ 1½ mois, dépassant ainsi largement les attentes de la société-mère IAG.
Le 28 novembre 2017, la compagnie annonce ouvrir une seconde base à l'Aéroport de Paris-Orly dès le 2 juillet 2018. Le vendredi 25 mai, LEVEL a pris livraison du premier Airbus A330-200 dédié à ses opérations depuis Paris-Orly. Ce premier appareil immatriculé F-HLVL est configuré pour accueillir 21 passagers en classe premium et 293 en économie.
Dans le courant de l’été 2018, LEVEL France réceptionne son 2e A330-200 pour ses vols au départ de Paris Orly. Ont suivi, le 18 septembre l'ouverture des routes toujours au départ d'Orly et à destination de Fort-de-France, et New York/Newark.
Dès juillet 2018, LEVEL lance ses lignes depuis Vienne vers 14 destinations en Europe opérées par Anisec et Vueling avec quatre Airbus A321.
En avril 2019, LEVEL lance ses vols opérés par Anisec depuis Amsterdam vers 4 destinations en Airbus A321. La marque remplace Vueling vers les destinations qui ne sont pas en Espagne.
Le 18 juin 2020, LEVEL Europe cesse son activité avec effet immédiat. Les vols long-courrier sous marque LEVEL, au départ de Paris-Orly (vers Fort-de-France, Pointe-à-Pitre, Montréal et New York) et de Barcelone (sept destinations) ne sont pas affectés
Un plan social va être lancé et menace de nombreux emplois sur les 231 salariés de l'entreprise,.
En janvier 2021, LEVEL France n'opère plus aucun vol direct depuis Paris-Orly

## Organisation interne

### Direction
Le 25 juillet 2018, International Airlines Group annonce la nomination de Vincent Hodder comme Directeur Général de la marque. Il était alors Directeur de la stratégie de Flybe.
Le 4 septembre 2019, International Airlines Group nomme Fernando Candela, Directeur Général de LEVEL. Il remplace Vincent Hodder et entre en fonction le 9 septembre 2019. Il était auparavant directeur général de la branche Iberia Express d'Iberia.

### Administration
L'administration de la marque LEVEL est réalisé à la fois en Espagne et au Royaume-Uni. Les opérations aériennes sont réalisés par Iberia en Espagne, Openskies en France et LEVEL Europe en Autriche et aux Pays-Bas.

## Destinations
- Développement initial de réseau :

LEVEL ouvre sa première ligne vers Los Angeles le 1er juin 2017. La ligne est initialement opérée au cours de la saison été uniquement.
Le 2 juin 2017, elle inaugure les lignes vers Oakland et Punta Cana. Puis, en octobre 2018, elle déplace sa ligne de Oakland vers San Francisco.
Le 17 juin 2017, elle ouvre la ligne vers Buenos Aires.
Le 28 mars 2018, LEVEL débute la ligne vers Boston.
En 2018, LEVEL ouvre une deuxième base à Paris-Orly, avec des vols à destination de Montréal (Canada), Pointe-à-Pitre (Guadeloupe), Fort-de-France (Martinique) et New-York Newark (USA).
En juillet 2018, LEVEL inaugure les lignes vers Palma, Londres, Barcelone, Malaga, Venise et Olbia. Le programme de lancement intègre aussi les lignes vers Ibiza, Paris, Milan, Dubrovnik, Larnaca, Alicante, Valence et Bilbao en août 2018.
Début Avril 2019, LEVEL lance les vols inauguraux vers Londres, Rome, Valence et Vienne.
- Destinations courantes et saisonnières :

| Origines                                | Destinations |
| --------------------------------------- | --- |
| Barcelone ,                             | Boston, Buenos Aires, Los Angeles, New York, Oakland (clôturée), San Francisco, Santiago du Chili, Miami                                                    |
| Paris                                   | Fort-de-France, Las Vegas (clôturée), Montréal, New York, Pointe-à-Pitre                                                                                    |
| Vienne , (base fermée le 18 Juin 2020)  | Alicante, Barcelone, Bilbao, Copenhague (clôturée), Dubrovnik, Ibiza, Larnaca, Londres, Malaga, Milan, Olbia, Palma, Paris, Porto, Séville, Valence, Venise |
| Amsterdam (base fermée le 18 Juin 2020) | Londres, Rome, Valence, Vienne |

## Partage de code
En décembre 2024, LEVEL partageait des codes de vol avec Iberia

## Programme de fidélisation
LEVEL, bien qu'unité d'entreprise d'International Airlines Group, ne fait pas partie du programme commun de fidélisation Avios. En outre, la section FAQs du site internet de la compagnie précise bien qu'aucun avantage Oneworld ne peut être octroyé à ses passagers puisque la compagnie ne fait pas partie de Oneworld.

## Flotte
La flotte opérant aux couleurs de LEVEL est la suivante au 24 décembre 2024 , :
| Appareils       | En flotte | En commande | Configurations | Configurations | Configurations | Configurations | Configurations | Commentaires                                                              |
| Appareils       | En flotte | En commande | P              | A              | EP             | E              | Total          | Commentaires                                                              |
| --------------- | --------- | ----------- | -------------- | -------------- | -------------- | -------------- | -------------- | ------------------------------------------------------------------------- |
| Airbus A330-200 | 7         | -           | -              | -              | 42             | 269            | 311            | EC-NEN, EC-NNH, EC-NRG, EC-NRH, EC-ODA, EC-ODB, EC-OHY. Opérés par Iberia |
| Total           | 7         | -           |                |                |                |                |                |                                                                           |

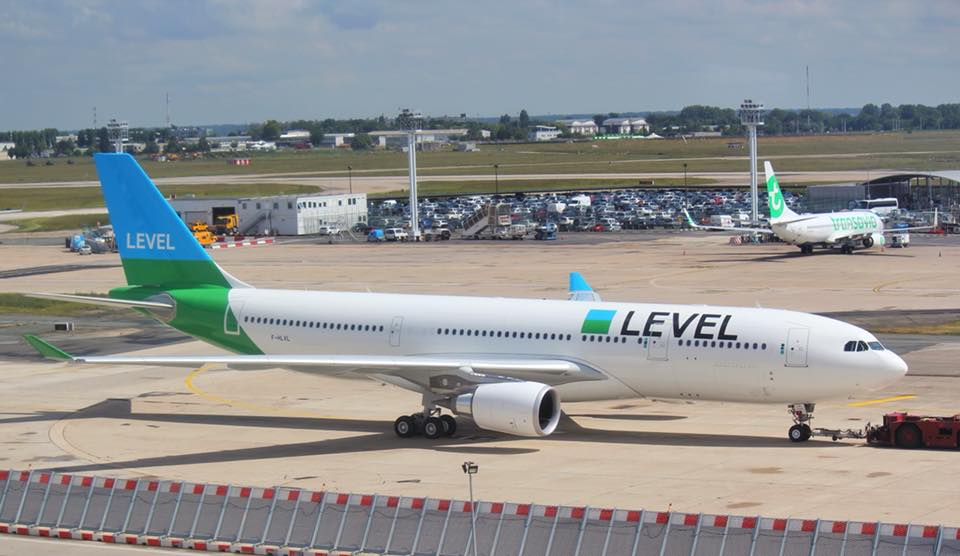
A330 LEVEL immatriculé F-HLVL

Willie Walsh a annoncé espérer une flotte atteignant une trentaine d'avions pour LEVEL dès 2022.
Le 18 juin 2020, à la suite de la fermeture des vols de LEVEL Europe, la compagnie immobilise définitivement sa flotte basée à Vienne et Amsterdam composée de 2 A320 et 4 A321.
Le 9 mai 2025, l'International Airlines Group passe commande pour 71 nouveaux appareils auprès de Airbus et Boeing, LEVEL devrait bénéficier de l'ajout d'A330-900 à sa flotte entre 2028 à 2032.